# Idioteque
«Idioteque» — пісня англійського рок-гурту Radiohead, випущена на їхньому четвертому альбомі Kid A. Radiohead створили її, експериментуючи з модульними синтезаторами та семплами.
Концертна версія з'явилася на мініальбомі 2001 року I Might Be Wrong: Live Recordings. «Idioteque» увійшла до збірки Radiohead: The Best Of. За версією Pitchfork названа однією з найкращих пісень десятиліття. У 2021 році Rolling Stone поставив її на 48 місце у списку «500 найкращих пісень усіх часів».

## Запис
Вокаліст Radiohead Том Йорк описав «Idioteque» як «спробу передати цей вибуховий звук біту, коли ви в клубі, а динамік працює так голосно, що ви знаєте, що він завдає шкоди».
Пісня почалася з електронного ритму, створеного Джонні Ґрінвудом. Ґрінвуд спробував створити драм-машину за допомогою синтезаторних модулів, подібних до тих, що були доступні в 1970-х роках, використовуючи такі компоненти, як фільтри для створення та формування звуків. Відчуваючи, що ритм «потребував хаосу», він експериментував зі знайденими звуками та семплами. Він записав 50 хвилин імпровізації і передав її Тому Йорку, який взяв коротку послідовність і використав її для написання пісні. Йорк розповідав: «Дещо з цього було просто 'що?', але посередині був відрізок довжиною близько 40 секунд, який був абсолютно геніальним, і я просто вирізав його».
Як і в інших піснях на Kid A, Йорк створював тексти методом нарізок, витягуючи їх з капелюха. У другому приспіві вокал Йорка переставлений так, що здається, ніби він говорить «the first of the children» у розмірі 5/4, створюючи дисонанс проти початкового приспіву 4/4.

### Семпл
Ґрінвуд не міг згадати, звідки взялася чотириакордова синтезаторна фраза, і припустив, що зіграв її сам. Пізніше він зрозумів, що взяв семпл з mild und leise, комп'ютерного музичного твору американського композитора Пола Ланскі. Ланскі написав mild und leise у 1973 році в Принстонському університеті на мейнфреймі IBM, використовуючи FM-синтез. Вона була випущена на збірці 1975 року First Recordings — Electronic Music Winners, яку Ґрінвуд знайшов у крамниці секонд-хенду під час гастролей Radiohead у США.
Ланскі дозволив Radiohead використовувати семпл після того, як Ґрінвуд надіслав йому копію «Idioteque». В есе про цей досвід Ланскі написав, що вважає використання семплу Radiohead «творчим і винахідливим», і що він сам «засемплував» акордову прогресію, використовуючи Тристан-акорд. «Idioteque» також є семплом іншої композиції з Electronic Music Winners, «Short Piece» Артура Крейгера, який став професором музики в коледжі Коннектикуту.

## Відгуки
«Idioteque» була названа восьмою найкращою піснею десятиліття за версією Pitchfork та 56-ю найкращою за версією Rolling Stone'. У 2018 році Rolling Stone визнав її 33-ю найкращою піснею століття. У 2021 році Rolling Stone поставив «Idioteque» на 48 місце у своєму списку «500 найкращих пісень усіх часів», описавши її як «передчуття зачаровуючої центральної частини Kid A».

## Персоналії
Radiohead
- Колін Ґрінвуд
- Джонні Ґрінвуд
- Ед О'Браєн
- Філіп Селвей
- Том Йорк

Додатковий персонал
- Найджел Ґодріч — продюсування, звукоінженер, зведення
- Жерар Наварро — асистент продюсера та звукоінженера
- Грем Стюарт — асистент звукоінженера